# Isatis sevangensis
Isatis sevangensis är en korsblommig växtart som beskrevs av Nikolaj Adolfovitj Busj. Isatis sevangensis ingår i släktet vejdar, och familjen korsblommiga växter. Inga underarter finns listade i Catalogue of Life.